# Richmond RiverDogs
Die Richmond RiverDogs waren eine US-amerikanische Eishockeymannschaft aus Richmond, Virginia. Das Team spielte von 2003 bis 2006 in der United Hockey League.

## Geschichte
Die Mannschaft wurde 2003 als Franchise der United Hockey League gegründet. In ihrer Premierenspielzeit wurden die Richmond RiverDogs in der regulären Saison Erster in der Eastern Division, ehe sie in den folgenden Playoffs um den Colonial Cup bereits in der ersten Runde mit 1:3 Siegen in der Best-of-Five-Serie am späteren Finalisten Elmira Jackals scheiterte. In den folgenden beiden Jahren verpasste die Mannschaft jeweils die Playoffs.      
Im Anschluss an die Saison 2005/06 wurde das Franchise nach Chicago, Illinois, umgesiedelt, wo es anschließend unter dem Namen Chicago Hounds am Spielbetrieb der United Hockey League teilnahm.

## Saisonstatistik
Abkürzungen: GP = Spiele, W = Siege, L = Niederlagen, T = Unentschieden, OTL = Niederlagen nach Overtime SOL = Niederlagen nach Shootout, Pts = Punkte, GF = Erzielte Tore, GA = Gegentore, PIM = Strafminuten
| Saison  | GP | W  | L  | T | OTL | SOL | Pts | GF  | GA  | Platz       | Playoffs                       |
| 2003/04 | 76 | 44 | 27 | — | —   | 5   | 93  | 259 | 251 | 1., Eastern | Niederlage in der ersten Runde |
| 2004/05 | 80 | 33 | 42 | — | —   | 5   | 71  | 245 | 319 | 3., Eastern | nicht qualifiziert             |
| 2005/06 | 76 | 40 | 30 | — | —   | 6   | 86  | 251 | 249 | 3., Eastern | nicht qualifiziert             |

## Team-Rekorde

### Karriererekorde
Spiele: 221  Brian Goudie
Tore: 80  David Brosseau
Assists: 95  Brian Goudie
Punkte: 146  David Brosseau
Strafminuten: 447  Brian Goudie